# 18349 Dafydd
18349 Dafydd (tên chỉ định: 1990 OV4) là một tiểu hành tinh vành đai chính. Nó được phát hiện bởi Henry E. Holt ở Đài thiên văn Palomar ở Quận San Diego, California, ngày 25 tháng 7 năm 1990. Nó được đặt theo tên Dafydd ap Llywelyn, hoàng tử vương quốc Gwynedd từ năm 1240 đến năm 1246.